# Ягодовский, Константин Павлович

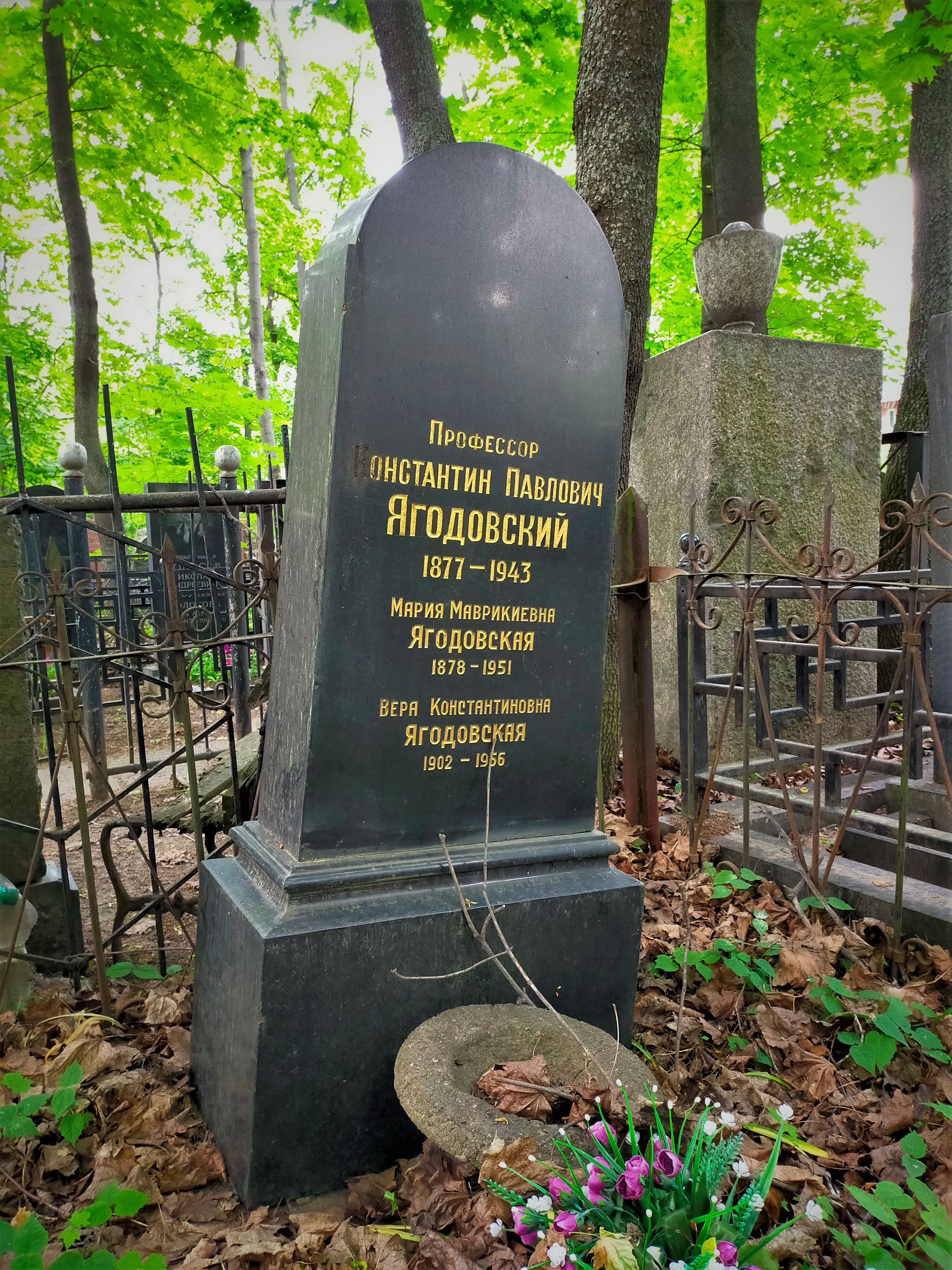
Могила К. П. Ягодовского на Введенском кладбище

Константин Павлович Ягодовский (4 июня 1877 года, село Комаровка, ныне Нежинский район Черниговская области Украины — 23 декабря 1943 года, Москва) — педагог, методист-естественник.

## Биография
Родился 4 июня 1877 года в доме № 19 современной улицы Красных партизан в селе Комаровка (ныне в Черниговской области Украины) в многодетной семье (9 детей). Учился в классической гимназии в городе Нежин Черниговской губернии. В 1895 году с серебряной медалью окончил гимназию и поступил в Петербургский университет на естественно-историческое отделение. Там он посещал лекции известных учёных — П. Ф. Лесгафта, А. С. Догеля, В. М. Шимкевича и др. Во время учебы Константин Павлович участвовал в мурманской экспедиции профессора Н. М. Книповича на пароходе «Андрей Первозванный» в водах Белого моря и Северного Ледовитого океана. Работа в экспедиции привила ему любовь и интерес к работе по изучению природы.
В 1901 году окончил Петербургский университет и уехал в г. Оренбург на работу преподавателем естествознания в кадетском корпусе. Работая учителем, К. Ягодовский проводил изучение фауны Оренбургских степей.
Летом 1908 года по поручению Зоологического музея Академии наук СССР исследовал фауну юго-восточного побережья Чёрного моря. В 1908 году переехал в Петербург. Работал в Николаевском кадетском корпусе, потом — преподавателем естествознания в Тенишевском коммерческом училище, в Психоневрологическом институте, в Выборгском восьмиклассном коммерческом училище, на Фребелевских курсах, директором гимназии М. Н. Стоюниной.
С 1916 года возглавлял учительский институт в городе Глухове (ныне в Сумской области Украины). После 1919 года Ягодовский открыл в городе учебное заведение нового типа, проводя в нем принципы трудовой школы.
В 1923 году вернулся в Ленинград, читал лекции по методикам преподавания естествознания в Педагогическом институте им. А. И. Герцена, преподавал естествознание в школе № 15 (быв. Тенишевском училище), в Научно-методическом совете при Ленинградском губОНО.
В 1929 году вновь переехал на работу в Москву. Работал зав. кафедрой методики естествознания во Втором московском государственном университете (ныне Московский педагогический государственный университет). С 1930 по 1934 год работал в Свердловске зав. кафедрой биологии Медицинского института (ныне Уральский государственный медицинский университет). Вернувшись в 1934 году в Москву, работал в Научно-исследовательском институте политехнического образования, потом — в Научно-исследовательском институте дефектологии.
С началом войны был эвакуирован в Свердловск. Там он работал в Институте усовершенствования учителей, участвовал в научно-методической работе Свердловского ботанического сада и станции юных натуралистов.
В августе 1943 году вернулся в Москву. Последние годы жизни К Ягодовский разрабатывал теорию преподавания естествознания.
Скончался 23 декабря 1943 года в Москве от приступа астмы. Похоронен на Введенском кладбище (19 уч.).

## Труды
- Уроки по естествознанию в нач. школе, ч. 1—2, П., 1916; 1921;
- Живой уголок в школе и дома. Растения, М.-Л., 1927;
- Вопросы общей методики естествознания. Вступ. статья М. Н. Скаткина, М.,1936.
- Ягодовский К. П. Биология в отрывках произведений известных натуралистов. Л. 1926.